# Almageste

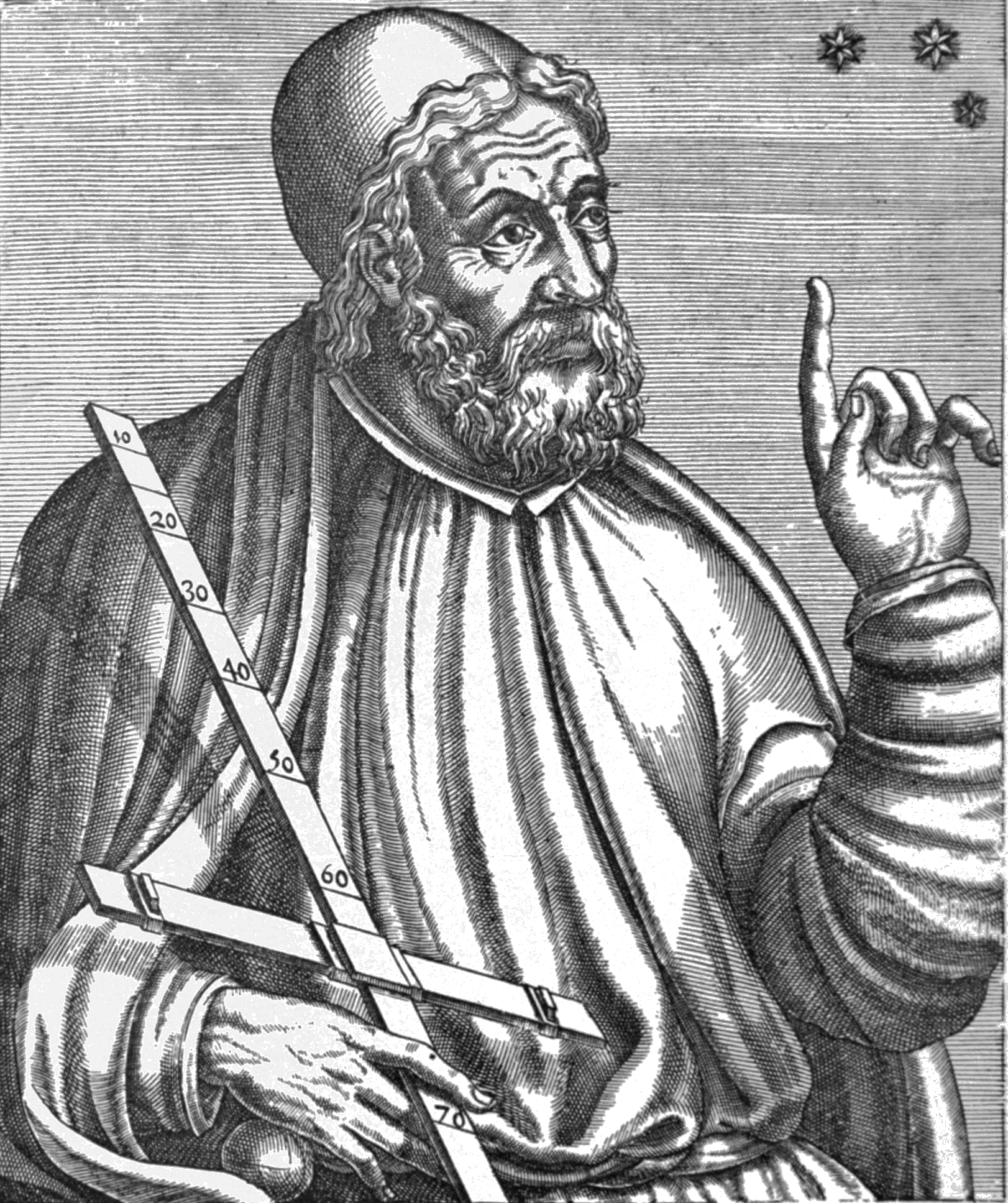
Ptolémée : portrait allégorique de la Renaissance.

L’Almageste est un traité d'astronomie rédigé en grec ancien par le savant alexandrin Claude Ptolémée au  deuxième siècle de notre ère. Il constitue la somme des connaissances les plus avancées de l'Antiquité dans ce domaine, et est resté la référence principale en Orient comme en Occident jusqu'à la publication des œuvres de Copernic.
Le traité s'appelait à l'origine Ἡ Μαθηματικὴ Σύνταξις (Hê Mathématikế Sýntaxis), La Composition Astronomique. Il devint ensuite Ἡ Μεγάλη Σύνταξις, La Grande Composition, puis simplement Ἡ Μεγίστη, La Très-Grande, appellation qui, arabisée en al-Magisṭī (المجسطي ) puis transcrite en latin Almagestum, a donné le titre que l'on connaît aujourd'hui.

## Histoire
Le modèle de Ptolémée est mentionné dans une inscription de Canope de 147 ou 148. En s'appuyant sur celle-ci, on datait traditionnellement la rédaction de l'Almageste. L'historien N. T. Hamilton a montré que cette inscription fait référence à un état du modèle antérieur à celui de l'Almageste, qui n'a pas pu être rédigée, selon lui, avant 150.
Au IXe siècle, les savants arabo-persans de la Maison de la Sagesse à Bagdad traduisent le traité en arabe. La première de ces traductions, produite vers 800 sous le patronage du calife al-Maʾmūn (المأمون), serait de Sahl ibn Bishr al-Israili (بشر بن سهل), et est précédée d’une traduction en syriaque, mais elles nous sont toutes deux perdues. La plus ancienne qui nous soit parvenue est celle de Al-Ḥajjāj ibn Yūsuf ibn Maṭar (الحجاج بن يوسف بن مطر), rédigée en 827 avec l’aide du byzantin Sergius fils d’Elias. La meilleure a quant à elle été produite entre 879 et 890 par Isḥāq ibn Ḥunayn (إسحاق بن حنين), savant qui traduisit aussi les œuvres d’Euclide, d’Archimède et de Ménélas. De celle-ci nous est parvenue la version corrigée par Thābit ibn Qurra (ثابت بن قرة)[réf. souhaitée]. Par la suite, Muhammad Abu Al-Wāfā’ (محمد ابوالوفای) s’applique à affiner les valeurs trouvées par Ptolémée, et publie ainsi une nouvelle Almageste à la fin du IXe siècle. 
À cette époque, bien qu'il soit encore présent à Byzance, cet ouvrage est perdu en Europe occidentale, où les cercles astrologiques en conservent quelques vagues souvenirs. Une première traduction latine, à partir texte grec original, est effectuée vers 1160 par Henri Aristippe de Catane sous le patronage de Roger II de Sicile, mais elle ne jouit que d'un succès limité.
Peu après serait également apparue une version en espagnol, plus tard traduite en latin, sous le patronage de l'empereur Frédéric II.
Mais c'est la traduction latine de Gérard de Crémone, produite vers 1175 à partir de la version arabe de Al-Ḥajjāj puis de celle de Isḥāq, données par les manuscrits qu'il trouve à Tolède, qui fait réellement connaître le traité au monde occidental et devient largement diffusée. En transcrivant le titre arabe par le latin Almagestum, il est ainsi à l'origine de l'appellation du traité que nous connaissons aujourd'hui. De nombreuses formes restent d'ailleurs non traduites, parmi lesquelles des termes techniques ou des noms propres comme celui d'Hipparque (Abrachir).
Au XVe siècle, une version grecque, venue de Byzance, apparaît en Europe occidentale.  A l'instigation du cardinal Johannes Bessarion, Peuerbeach en entreprend une version abrégée en latin : le travail est mené à son terme par Johannes Müller, mieux connu sous le nom de Regiomontanus. C'est l'Epytoma in Almagestum Ptolemei, paru à Bâle en 1496. Au même moment, une traduction complète est réalisée par Georges de Trébizonde, incluant un commentaire aussi long que l'original : ce travail de traduction, effectué sous le patronage du pape Nicolas V, apporte une grande amélioration ; mais le commentaire est beaucoup moins apprécié et fortement critiqué. Le pape refuse de dédicacer l'ouvrage et la version de Régiomontanus prédomine durant le siècle suivant et encore au-delà.
Le texte du manuscrit Gr303 (celui que Bessarion avait transmis à Regiomontanus) est imprimé par J. Walder à Bâle en 1538 : cette editio princeps contient l'Almageste éditée par S. Grynaeus, ainsi que, édités par J. Camerarius, les commentaires de Théon d'Alexandrie (livres I ; II ; IV ; VI-XIII), de Pappus d'Alexandrie (livres V et VI), et du théologien byzantin du XIVe s. Nicolas Cabasilas (livre III). Adolphe Rome donne quant à lui les commentaires de Théon d'Alexandrie aux livres I à IV, et ceux de Pappus aux livres V et VI. Parmi les commentateurs anciens de l'Almageste, il faut encore nommer Ammomius (œuvre perdue), et probablement Hypatie fille de Théon d'Alexandrie, qui en éditant l'œuvre de ce dernier y aurait apporté des corrections.

## Contenu

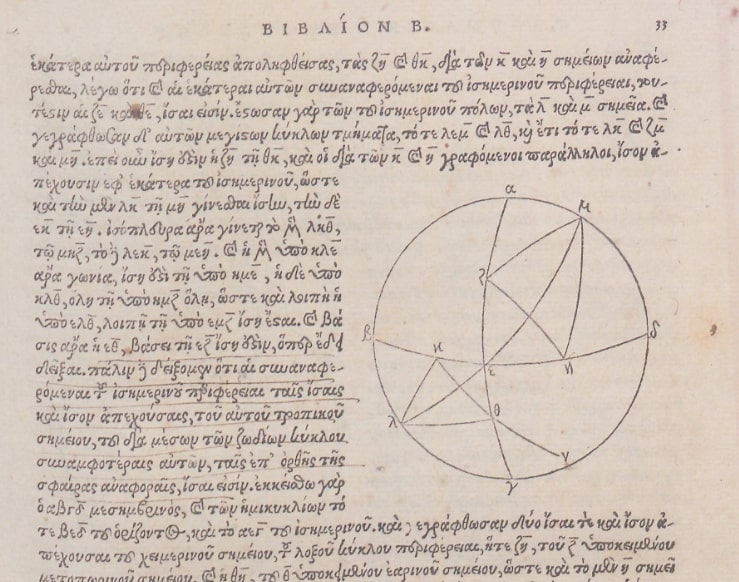
Page de l'édition de Bâle (1538), exemplaire de la bibliothèque Diderot de Lyon ayant appartenu à Jacques Mathon de la Cour. Figure des ascensions obliques du cercle du zodiaque pour deux arcs égaux de part et d'autre d'un équinoxe (II.7).

Ptolémée y propose une théorie géométrique pour décrire les mouvements du Soleil, de la Lune et des planètes (astres errants), ainsi qu'un catalogue des étoiles (astres fixes). La théorie des épicycles et les tables astronomiques qui l'accompagnent sont une nouvelle mise en forme de l'œuvre d'Hipparque. Elles resteront la référence pendant de nombreux siècles dans les mondes occidentaux et arabes. L'Univers y est conçu comme géocentrique, ce qui a livré l'ouvrage à l'oubli à la fin de la Renaissance, quand le modèle héliocentrique de Copernic, Kepler et Galilée a fini par s'imposer malgré les réticences de l'Église.
L'œuvre est constituée de treize livres. Les deux premiers concernent les relations entre la Terre et le Ciel ; les livres III à VI traitent du Soleil, de la Lune et de leurs relations ; les livres VII et VIII listent les astres fixes ; et les livres IX à XIII portent sur les mouvements des cinq planètes. Voici leurs contenus de façon plus détaillée :
- Livre I. Situation de la Terre dans le Ciel et mouvements principaux des astres (selon l'équateur et selon cercle du zodiaque) ; théorèmes géométriques[5] utiles à l'établissement de la table des cordes ; mesure de l'obliquité et théorème de Ménélas pour établir la table des déclinaisons des arcs de cercle oblique ; déduction des ascensions droites des arcs de cercle oblique.
- Livre II. Situation du monde habité ; mise en relation des caractéristiques propres à une latitude donnée (durée du jour le plus long de l'année, position du Soleil à l'aube, hauteur du pôle dans le ciel, rapport du gnomon à son ombre) ; liste des parallèles géographiques ; méthode de calcul et table des ascensions obliques ; calculs des angles et arcs que forme le cercle zodiacal du Soleil avec le cercle méridien (à midi), avec le cercle horizon (à l'aube et au crépuscule) et avec le cercle passant par le zénith (à n'importe quelle heure) ; table des angles du cercle zodiacal au cercle zénithal et des arcs mesurant ladite distance zénithale du Soleil, en fonction du parallèle, de l'époque de l'année et de l'heure méridienne.
- Livre III. Définition de l'année solaire et détermination de sa durée exacte à partir de mesures d'équinoxes (365 + 1/4 - 1/300 jours) ; tables du mouvement moyen du Soleil ; hypothèses du mouvement circulaire excentré et de l'épicycle pour expliquer la non-uniformité du déplacement apparent du Soleil dans le ciel durant l'année ; calcul, à partir de trois dates de solstice et équinoxes, du rapport d'excentricité (1/24) et de la position de l'apogée par rapport au point vernal (5°30 des Gémeaux) ; calcul de l'arc, pris sur l'apogée, du mouvement apparent, du mouvement moyen ou de l'écart entre les deux, à partir d'un autre de ces trois ; table du mouvement non uniforme ; détermination de la position du Soleil au premier instant du règne de Nabonassar et utilisation de la table pour en déduire la "décision" du Soleil (c'est-à-dire sa position dans le zodiaque, qui a des implications d'ordre astrologique) ; variation, due à la non-uniformité annuelle et aux temps de culmination méridienne, de la durée des journées complètes, impliquant une distinction entre temps vrai et temps moyen.
- Livre IV. Périodes lunaires, détermination des mouvements lunaires moyens ; l'anomalie et les nœuds ; Tables.
- Livre V. Seconde anomalie ou prosneuse (évection)[6]. Corrections de parallaxes pour le Soleil et la Lune ; Tables.
- Livre VI. Diamètres apparents du Soleil et de la Lune ; Calcul des éclipses ; Tables.
- Livre VII. Précession des équinoxes ; Catalogue des étoiles boréales.
- Livre VIII. Catalogue de 1 022 étoiles et 48 constellations ; Levers et couchers des fixes.
- Livre IX. Préliminaires de la théorie des planètes ; Mercure.
- Livre X. Théorie de Vénus et de Mars.
- Livre XI. Théorie de Jupiter et de Saturne.
- Livre XII. Calcul des rétrogradations, stations et digressions maximées.
- Livre XIII. Mouvement des planètes en latitude ; prévision de leurs phases d'apparition et de disparition.

## Éditions modernes

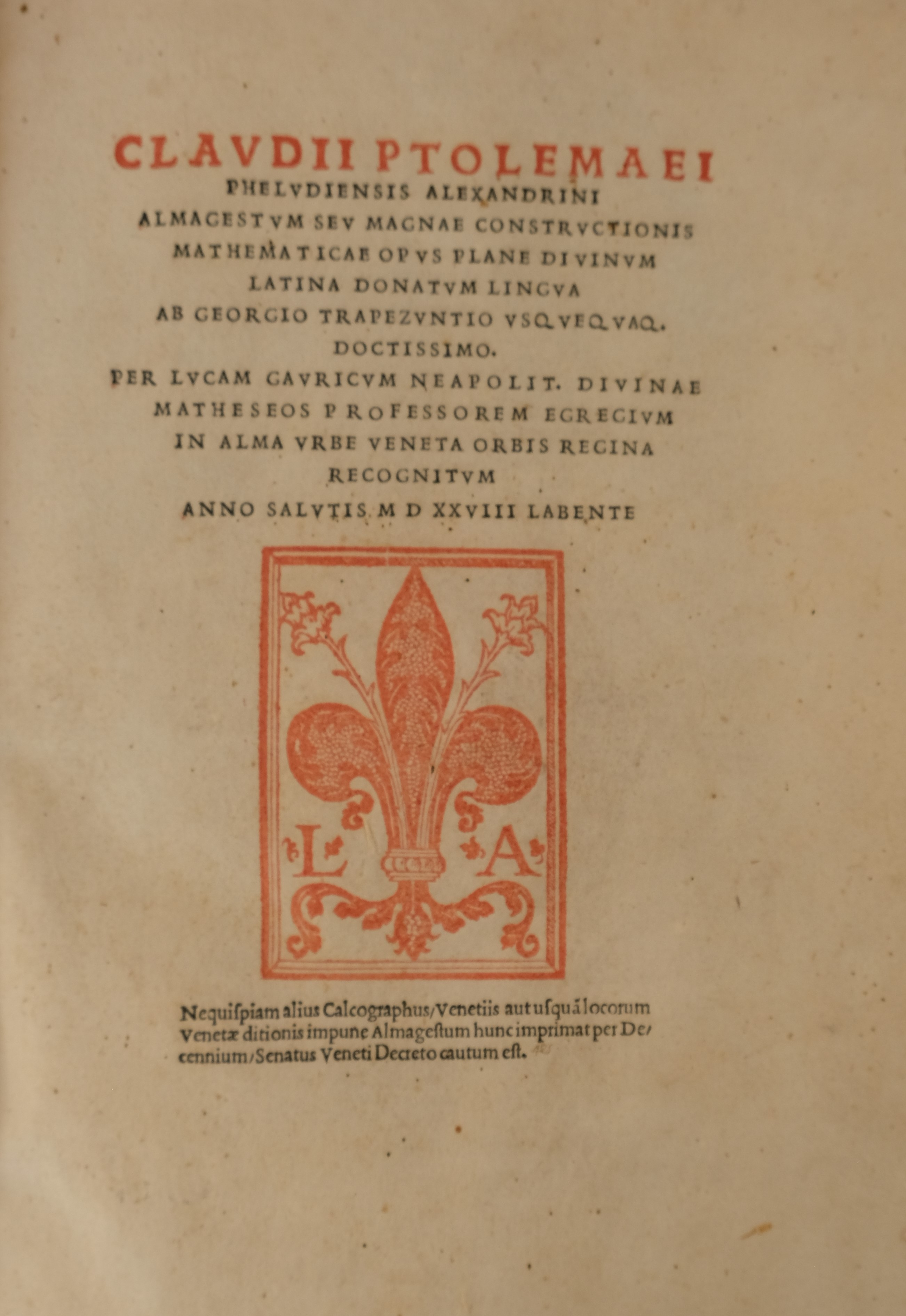
Copie datant de 1528 d'une traduction latine de l'Almageste, traduit du grec par Georges de Trébizonde.

Le texte grec a fait l'objet d'un travail d'établissement par J. L. Heiberg, paru en 1898 (livres I à VI) et en 1903 (livres VII à XIII) : c'est actuellement l'édition de référence.
La première traduction française est celle de l'abbé Nicolas Halma, publiée en deux volumes en 1813 et en 1816 ; mais elle est souvent critiquée, par exemple par Heiberg et par le traducteur anglais Toomer. En 1993, Germaine Aujac traduit pour moitié les deux premiers livres dans son édition présentant le "monde habité" de Ptolémée (avec également des extraits de la Géographie et du Tétrabible). Enfin, une nouvelle traduction française avec diagrammes interactifs est réalisée en 2022 par l’astronome amateur québécois Pierre Paquette, à partir de celle de Toomer.
Traductions anglaises : G. J. Toomer, Ptolemy's Almagest, London 1984 ; B. M. Perry, The Almagest: Introduction to the Mathematics of the Heavens, Santa Fe 2014.
Traduction allemande : K. Manitius, Des Claudius Ptolemäus handbuch der astronomie, Leipzig 1912.
Traduction grecque moderne : Ε. Σπανδάγος, Η  Μαθηματική Σύνταξις του Πτολεμαίου, Αίθρα, Αθήνα 2003.
Traduction russe : И. Н. Веселовский, Клавдий Птолемей Альмагест, Наука, date à préciser (édition récente : University of California 1998).